# Луций Квинкций Цинцинат
Вижте пояснителната страница за други личности с името Луций Квинкций Цинцинат.
Луций Квинкций Цинцинат (на латински: Lucius Quinctius Cincinnatus; * 519 пр.н.е.; † 430 пр.н.е.) e римски консул през 460 пр.н.е. и диктатор през 458 пр.н.е. и 439 пр.н.е.
Той става за пръв път диктатор, когато Рим е заплашен от нападенията на племената екви, сабини и волски. Сенатът тогава го моли да поеме ролята на самостоятелен владетел, за да спаси града. През 458 пр.н.е. побеждава еквите в битка при планината Алгид до планината Алгид. Според Диодор Сицилийски през 457 пр.н.е. вероятно е консул с Марк Фабий Вибулан вместо Гай Хораций Пулвил и Квинт Минуций Есквилин.
Цинцинат е древноримски патриций, но води живот на фермер. Той веднага се съгласява на предложението на Сената да стане диктатор, за да изпълни своя дълг към родината. За 16 дена той побеждава враговете. В това време земите му не се обработват. След това Цинцинат връща властта обратно на народните представители и работи в чифлика си.
През 439 пр.н.е. е отново диктатор по време на разгрома на въстанието на плебеите. И този път той не стои дълго на тази служба, а се връща към своята земеделска работа. След около пет години Цинцинат умира в дълбока старост. Цинцинат е пример за републиканските добродетели, най-вече при Катон Стари.
Той има син, Кезо Квинкций, който е противник на трибуните и плебеите.
- На Цинцинат са назовани:
  - Чинчинато, Италия
  - Синсинати, САЩ
- Първият американски президент Джордж Вашингтон се смята за съвременен Цинцинат и е председател на „Общество Цинцинати“.